# Otto Tope
Otto Tope (geboren 14. November 1902 in Wolfenbüttel; gestorben 20. Juli 1988 in Hannover) war ein deutscher Ingenieur, Oberregierungsbaurat, Leiter des Städtischen Fuhramtes Hannover, Genealoge und Herausgeber. Er wurde insbesondere bekannt als Experte für Verkehrswesen und Stadthygiene.

## Leben
Otto Tope leitete von 1951 bis 1974 ehrenamtlich als Erster Vorsitzender den Niedersächsischen Landesverein für Familienkunde. 1954 gab er – mit dem Titel als Oberregierungs-Baurat a. D. und als Sonderveröffentlichung des Landesvereins – seine genealogische Schrift Die Familie Kortum / (Kort(e)num(b), Cortnum, K(C)ort(e)numme) in Celle – Burgdorf – Hannover – Dänemark / 1500–1954 heraus, die die Monumenta Germaniae Historica später als PDF-Dokument online stellte.
Hauptberuflich leitete Tope bis 1965 das Stadtreinigungsamt Hannover. Er wurde „als Experte auf dem Gebiet des Verkehrswesens und der Städte-Hygiene über die Grenzen Niedersachsens hinaus bekannt“; insbesondere seine kleine Schrift Die Mülltonne. Ein Stiefkind der baulichen Städtegestaltung wurde „ein Klassiker“.
Für seine Leistungen wurde Otto Tope am 6. Juni 1964 mit dem Verdienstkreuz des Niedersächsischen Verdienstordens ausgezeichnet.

## Schriften (Auswahl)
zur Städtehygiene:
- Die Mülltonne, ein Stiefkind der baulichen Städtegestaltung, hrsg. vom Verband kommunaler Fuhrparksbetriebe in Frankfurt am Main, Frankfurt am Main: Schön & Wetzel, 1953
- Beseitigung von Schlacke und Müll aus Kellergeschossen (aus: Der Städtetag, 1961, Heft 9), Stuttgart: Kohlhammer, 1961
- Moderne Strassenreinigungsfahrzeuge und -Geräte der deutschen Stadtreinigungsbetriebe / O. Tope. intapuc. 8. Internationaler Kongress für Städtereinigung in Wien vom 14. bis 17. April 1964, [Hannover]: [Verband Kommunaler Fuhrparks- und Stadtreinigungsbetriebe, Landesgruppe Bremen-Hannover-Niedersachsen-Schleswig-Holstein], 1964

zur Genealogie:
- Die Familie Kortum / (Kort(e)num(b), Cortnum, K(C)ort(e)numme) in Celle – Burgdorf – Hannover – Dänemark / 1500–1954, Niedersächsischer Landesverein für Familienkunde, Sonderveröffentlichung Bd. 6, 1954; PDF-Dokument